# Bukvik Donji
Bukvik Donji är ett samhälle i Bosnien och Hercegovina.   Det ligger i distriktet Brčko, i den nordöstra delen av landet, 110 km norr om huvudstaden Sarajevo. Bukvik Donji ligger 119 meter över havet och antalet invånare är 212.
Terrängen runt Bukvik Donji är platt åt nordost, men åt sydväst är den kuperad.Runt Bukvik Donji är det ganska tätbefolkat, med 100 invånare per kvadratkilometer.. Närmaste större samhälle är Brčko, 12,0 km öster om Bukvik Donji. 
Omgivningarna runt Bukvik Donji är en mosaik av jordbruksmark och naturlig växtlighet.